# Détachement d'intervention catastrophes aéromobile
Un détachement d'intervention catastrophes aéromobile (dica) est une unité française de sécurité civile susceptible d'intervenir en cas de catastrophe qu'elle soit d'origine naturelle (séisme, ouragan…) ou d'origine humaine (industrielle, transport…), en France comme à l'étranger.
Ce sont des forces « projetables », c'est-à-dire que les matériels sont conditionnés, et les personnels sont préparés, pour un transport par avion, permettant d'être sur les lieux de la catastrophe en quelques heures ou dizaines d'heures.
Les dica sont spécialisées dans le sauvetage-déblaiement ainsi que dans la médecine d'urgence. Ils peuvent être renforcés par un Élément de sécurité civile rapide d'intervention médicale (ESCRIM). L'ESCRIM est un détachement d'appui chirurgical complété par un Détachement d'appui médical et d'hospitalisation (DAMHo) ; le DAMHo est spécialisé dans les soins pré- et post-operatoires, et permet une hospitalisation de 48h. Les UIISC ont également des postes médicaux avancés (PMA, c'est-à-dire des structures de tri, de stabilisation et d'évacuation) lorsque l'infrastructure hospitalière locale est suffisante.
Les organismes pouvant mettre en œuvre une dica sont :
- les Unités d'instruction et d'intervention de la sécurité civile (UIISC) ;
- la Brigade de sapeurs-pompiers de Paris (BSPP, 2 dica)
- le Bataillon de marins-pompiers de Marseille (BMPM, 1 dica)
- les zones de défense et de sécurité Est et Île-de-France (effectif sapeur-pompier).